# París-Roubaix 1933
La París-Roubaix 1933 fou la 34a edició de la París-Roubaix. La cursa es disputà el 16 d'abril de 1933 i fou guanyada pel belga Sylvère Maes.

## Classificació final
|    | Ciclista           | Equip                       | Temps |
| -- | ------------------ | --------------------------- | ----- |
| 1  | Sylvère Maes       | Alcyon-Dunlop               |       |
| 2  | Julien Vervaecke   | Labor                       |       |
| 3  | Léon Le Calvez     | Lutetia                     |       |
| 4  | Ludwig Geyer       | Legnano - Clement           |       |
| 5  | Maurice Archambaud | Alcyon-Dunlop               |       |
| 6  | Alfons Deloor      | Dilecta                     |       |
| 7  | Gaston Rebry       | Alcyon-Dunlop               |       |
| 8  | Charles Pélissier  | Genial Lucifer - Hutchinson |       |
| 9  | Émile Decroix      | Genial Lucifer - Hutchinson |       |
| 10 | René Bernard       | Lutetia                     |       |